# Torneo Acropolis 1986
Il Torneo Acropolis 1986 si è svolto dal 18 al 20 giugno 1986.

Gli incontri si sono svolti nell'impianto ateniese "Palasport della Pace e dell'Amicizia".

## Squadre partecipanti
1. Grecia
2. Italia
3. Jugoslavia
4. Paesi Bassi

## Risultati
| Atene 18 giugno | Grecia | 87 – 95 | Jugoslavia | Stadio della pace e dell'amicizia |

| Atene 18 giugno | Italia | 90 – 63 | Paesi Bassi | Stadio della pace e dell'amicizia |

| Atene 19 giugno | Grecia | 91 – 93 | Italia | Stadio della pace e dell'amicizia |

| Atene 19 giugno | Jugoslavia | 105 – 76 | Paesi Bassi | Stadio della pace e dell'amicizia |

| Atene 20 giugno | Grecia | 104 – 88 | Paesi Bassi | Stadio della pace e dell'amicizia |

| Atene 20 giugno | Jugoslavia | 92 – 80 | Italia | Stadio della pace e dell'amicizia |

## Classifiche

### Classifica finale
| -  | Team        | PT | V - P | Formazioni |
| -- | ----------- | -- | ----- | --- |
| 1. | Jugoslavia  | 6  | 3 - 0 | D. Petrović · A. Petrović · Čutura · Petranović · Mutapčić · Radović · S. Vranković · Radovanović · Arapović · Ntibats · Cvjetićanin All. Ćosić                                                                                             |
| 2. | Italia      | 4  | 2 - 1 | Brunamonti · Gilardi · Villalta · Costa · Sacchetti · Riva · Magnifico · Sbarra · Polesello · Binelli · Della Valle · Premier · Dell'Agnello · Ricci · Marzorati All. Bianchini                                                             |
| 3. | Grecia      | 2  | 1 - 2 | Galīs · Stauropoulos · Giannakīs · Kampourīs · Linardos · Karatzas · Rōmanidīs · Filippou · Andritsos · Fasoulas · Kampourīs · Christodoulou F. · Pedoulakīs · Christodoulou C. · Melissinos · Christodoulou A. · Dīmakopoulos All. Politīs |
| 4. | Paesi Bassi | 0  | 0 - 3 | Smits · Esveldt · Schilp · Mproykman · Bottse · Ebeltjes · van Dinten · Heijdeman · Griekspoor · Emanoyels · de Waard · Egkmont All. Harrewijn                                                                                              |

### Classifica marcatori
| Giocatore               | Media Punti |
| ----------------------- | ----------- |
| 1. Nikos Galīs          | 36,0        |
| 2. Dražen Petrović      | 26,7        |
| 3. Danko Cvjetićanin    | 17,5        |
| 4. Panagiōtīs Giannakīs | 16,5        |
| 5. Rik Smits            | 14,8        |